# Шрі-Ланка на літніх Олімпійських іграх 2008
Шрі-Ланку на літніх Олімпійських іграх 2008 року у Пекіні (Китай) представляли 8 спортсменів (5 чоловіків та 3 жінок), які брали участь у 6 видах спортивних змагань: з легкої атлетики, бадмінтону, боксу, стрільби, плавання та важкої атлетики. Прапороносцем на церемоніях відкриття та закриття була легкоатлетка Сусантіка Джаясінгх. Країна не завоювала жодної медалі.

## Бадмінтон
| Дисципліна         | Спортсмен               | 1/64                                     | 1/32               | 1/16               | Чвертьфінал        | Півфінал           | Фінал              | Фінал      |
| Дисципліна         | Спортсмен               | Суперник Результат                       | Суперник Результат | Суперник Результат | Суперник Результат | Суперник Результат | Суперник Результат | Місце      |
| ------------------ | ----------------------- | ---------------------------------------- | ------------------ | ------------------ | ------------------ | ------------------ | ------------------ | ---------- |
| Тхіліні Джаясіндхе | одиночний розряд, жінки | Нгуєн Нгунг Ле Нгок (VIE) L 13–21, 16–21 | не пройшла         | не пройшла         | не пройшла         | не пройшла         | не пройшла         | не пройшла |

## Бокс
| Спортсмен         | Дисципліна | 1/32                             | 1/16               | Чвертьфінал        | Півфінал           | Фінал              | Фінал      |
| Спортсмен         | Дисципліна | Суперник Результат               | Суперник Результат | Суперник Результат | Суперник Результат | Суперник Результат | Місце      |
| ----------------- | ---------- | -------------------------------- | ------------------ | ------------------ | ------------------ | ------------------ | ---------- |
| Анурудха Ратнаяке | до 51 кг   | Робенілсон ді Жезус (BRA) L 3–13 | не пройшов         | не пройшов         | не пройшов         | не пройшов         | не пройшов |

## Важка атлетика
| Спортсмен        | Дисципліна | Ривок     | Ривок | Поштовх   | Поштовх | Разом | Місце |
| Спортсмен        | Дисципліна | Результат | Місце | Результат | Місце   | Разом | Місце |
| ---------------- | ---------- | --------- | ----- | --------- | ------- | ----- | ----- |
| Чінтана Віданаге | до 69 кг   | 128       | 25    | 165       | 16      | 293   | 16    |

## Легка атлетика
Трекові та шосейні дисциліни
| Спортсмен           | Дисципліна   | Гіт       | Гіт   | Кваліфікація | Кваліфікація | Півфінал  | Півфінал | Фінал      | Фінал      |
| Спортсмен           | Дисципліна   | Результат | Місце | Результат    | Місце        | Результат | Місце    | Результат  | Місце      |
| ------------------- | ------------ | --------- | ----- | ------------ | ------------ | --------- | -------- | ---------- | ---------- |
| Сусантіка Джаясінгх | 200 м, жінки | 23.04     | 2 Q   | 22.94        | 3 Q          | 22.98     | 7        | не пройшла | не пройшла |

Польові дисципліни
| Спортсмен      | Дисципліна           | Кваліфікація | Кваліфікація | Фінал      | Фінал      |
| Спортсмен      | Дисципліна           | Дистанція    | Місце        | Дистанція  | Місце      |
| -------------- | -------------------- | ------------ | ------------ | ---------- | ---------- |
| Надіка Лакмалі | метання списа, жінки | 54.28        | 43           | не пройшла | не пройшла |

## Плавання
| Спортсмен   | Дисципліна                    | Гіт     | Гіт   | Півфінал   | Півфінал   | Фінал      | Фінал      |
| Спортсмен   | Дисципліна                    | Час     | Місце | Час        | Місце      | Час        | Місце      |
| ----------- | ----------------------------- | ------- | ----- | ---------- | ---------- | ---------- | ---------- |
| Даніель Лі  | 50 м вільним стилем, чоловіки | 24.92   | 66    | не пройшов | не пройшов | не пройшов | не пройшов |
| Маюмі Рахім | 100 м брасом, жінки           | 1:15.33 | 44    | не пройшла | не пройшла | не пройшла | не пройшла |

## Стрільба
| Спортсмен            | Дисципліна                            | Кваліфікація | Кваліфікація | Фінал      | Фінал      |
| Спортсмен            | Дисципліна                            | Бали         | Місце        | Бали       | Місце      |
| -------------------- | ------------------------------------- | ------------ | ------------ | ---------- | ---------- |
| Едірісінгх Сенанаяке | пневматичний пістолет, 10 м, чоловіки | 561          | 48           | не пройшов | не пройшов |
| Едірісінгх Сенанаяке | пістолет, 50 м, чоловіки              | 545          | 36           | не пройшов | не пройшов |